# Petrospongiaceae
Famille
Les Petrospongiaceae sont une famille d’algues brunes de l’ordre des Ectocarpales. 

## Liste des genres
Selon AlgaeBase (23 août 2017) et World Register of Marine Species (23 août 2017) :
- genre Petrospongium Nägeli ex Kützing, 1858